# Jancoyo
Jancoyo ist eine Ortschaft im Departamento Potosí im Hochland des südamerikanischen Andenstaates Bolivien.

## Lage im Nahraum
Jancoyo liegt in der Provinz Antonio Quijarro und ist eine von elf Ortschaften im Cantón Tolapampa im Municipio Tomave. Die Siedlung liegt auf einer Höhe von 3814 m am linken, nordöstlichen Ufer des Río Joca Vinto, der von Tolapampa her kommend in südöstlicher Richtung an dem Ort vorbeifließt und flussabwärts in der Ebene Khara Pampa versickert.

## Geographie
Jancoyo liegt auf dem Altiplano im zentralen Bolivien zwischen der Cordillera de Chichas im Südwesten und der Cordillera Central im Nordosten.
Die mittlere Durchschnittstemperatur der Region liegt bei etwa 11 °C (siehe Klimadiagramm Potosí), die monatlichen Durchschnittstemperaturen schwanken zwischen 8 °C im Juni/Juli und gut 13 °C von November bis März. Der Jahresniederschlag beträgt nur etwa 350 mm, bei einer ausgeprägten Trockenzeit von April bis Oktober mit Monatsniederschlägen zwischen 0 und 15 mm, und einer kurzen Feuchtezeit von Dezember bis Februar mit Monatsniederschlägen von gut 70 mm.

## Verkehrsnetz
Jancoyo liegt in einer Entfernung von 151 Straßenkilometern südwestlich von Potosí, der Hauptstadt des Departamentos.
Von Potosí aus führt die Nationalstraße Ruta 5 über die Ortschaften Porco, Chaquilla, Yura und Ticatica nach Jancoyo und weiter über Pulacayo nach Uyuni am Salzsee Salar de Uyuni.

## Bevölkerung
Die Einwohnerzahl der Ortschaft ist in dem Jahrzehnt zwischen den beiden letzten Volkszählungen deutlich angestiegen:
| Jahr | Einwohner         | Quelle       |
| ---- | ----------------- | ------------ |
| 1992 | keine Detaildaten | Volkszählung |
| 2001 | 7                 | Volkszählung |
| 2012 | 35                | Volkszählung |
| 2024 |                   | Volkszählung |

Die Region weist einen hohen Anteil an Quechua-Bevölkerung auf, im Municipio Tomave sprechen 92,0 Prozent der Bevölkerung Quechua.